# IRB Sevens World Series 2011-2012
L'IRB Sevens World Series 2011-2012 è la tredicesima edizione di tale torneo di rugby a 7. La vittoria finale è andata alla Nuova Zelanda che ha così conquistato il suo decimo titolo. Da questa edizione debutta il Japan Sevens che diviene così la nona competizione del circuito iridato. All'interno del Dubai Sevens si è anche disputata la prima competizione ufficiale di rugby a 7 femminile sancita dall'IRB.

## Tornei 2011-2012
| Tornei 2011–12            | Tornei 2011–12                             | Tornei 2011–12          | Tornei 2011–12 |
| Torneo                    | Località                                   | Date                    | Vincitore      |
| ------------------------- | ------------------------------------------ | ----------------------- | -------------- |
| Australia Sevens 2011     | Skilled Park, Gold Coast                   | 25-26 novembre 2011     | Figi           |
| Dubai Sevens 2011         | The Sevens, Dubai                          | 2-3 dicembre 2011       | Inghilterra    |
| South Africa Sevens 2011  | Nelson Mandela Bay Stadium, Port Elizabeth | 9-10 dicembre 2011      | Nuova Zelanda  |
| New Zealand Sevens 2012   | Westpac Stadium, Wellington                | 3-4 febbraio 2012       | Nuova Zelanda  |
| United States Sevens 2012 | Sam Boyd Stadium, Las Vegas                | 10-12 febbraio 2012     | Samoa          |
| Hong Kong Seven 2012      | Hong Kong Stadium, Hong Kong               | 23-25 marzo 2012        | Figi           |
| Japan Sevens 2012         | Stadio Principe Chichibu, Tokyo            | 31 marzo-1º aprile 2012 | Australia      |
| Scotland Sevens 2012      | Scotstoun Stadium, Glasgow                 | 5-6 maggio 2012         | Nuova Zelanda  |
| London Sevens 2012        | Twickenham, Londra                         | 12-13 maggio 2012       | Figi           |

## Squadre partecipanti
All'inizio di ogni stagione l'IRB annuncia le 12 squadre che hanno diritto a disputare l'intera serie della stagione in corso. Le squadre per il 2011-12 sono:
- Argentina
- Australia
- Figi
- Francia
- Galles
- Inghilterra
- Kenya
- Nuova Zelanda
- Samoa
- Scozia
- Sudafrica
- Stati Uniti

Le squadre sono immutate sin dall'edizione 2008-09.

## Punteggi
Il campionato ha una classifica determinata dai punti guadagnati in ogni torneo. A partire da questa edizione l'IRB ha introdotto un nuovo sistema di punteggi in modo da assicurare dei punti a tutte le nazionali partecipanti. Per tutti i tornei si può applicare questo programma:
- Vincitore della Cup (1º posto): 22 punti
- Finalista della Cup: 19 p
- Vincitore 3º posto della Cup: 17 p
- Perdente finale 3º posto della Cup (4º posto): 15 p
- Vincitore del Plate (5º posto): 13 p
- Finalista Plate: 12 p
- Semifinaliste Plate: 10 p
- Vincitore Bowl (9º posto): 8 p
- Finalista Bowl: 7 p
- Semifinaliste Bowl: 5 p
- Vincitore Shield (13º posto): 3 p
- Finalista Shield: 2 p
- Semifinaliste Shield: 1 p

Se due squadre sono a pari punti a fine stagione si usano i seguenti metodi per stabilire la classifica:
1. Differenza punti in stagione
2. Totale mete in stagione
3. Se non sono bastati i criteri sopra le squadre sono pari

## Formato
In un evento normale partecipano 16 squadre, in quello di Hong Kong 24. In ogni torneo le squadre sono divise in gironi da quattro formazioni, che disputano un girone all'italiana. Sono attribuiti 3 punti per la vittoria, 2 per il pareggio, uno per la sconfitta, 0 se si dà forfait. A parità di punti sono considerati:
1. Confronto diretto.
2. Differenza punti.
3. Differenza mete.
4. Punti segnati.
5. Sorteggio.

In ogni torneo sono assegnati quattro trofei, in ordine discendente di prestigio: Cup, al vincitore dell'evento, Plate, Bowl e Shield. Ogni trofeo è assegnato alla fine dei confronti diretti.
In un normale evento le prime due di ogni girone avanzano per competere per la Cup. Le perdenti dei quarti di finale passano nel tabellone per il Plate. Il Bowl è conteso fra terzi e quarti dei gironi, mentre per lo Shield giocano i perdenti dei quarti di finale del Bowl.
Nel torneo di Hong Kong avanzano per la Cup i vincitori dei sei gironi e le due migliori seconde. Il Plate è conteso dalle perdenti ai quarti di finale della Cup, le restanti seconde classificate e le quattro migliori terze classificate competono per il Bowl, mentre le rimanenti otto squadre competono per lo Shield.

## Classifica generale
| Stagione 2011-12 | Stagione 2011-12    | Stagione 2011-12 | Stagione 2011-12 | Stagione 2011-12 | Stagione 2011-12 | Stagione 2011-12 | Stagione 2011-12 | Stagione 2011-12 | Stagione 2011-12 | Stagione 2011-12 | Stagione 2011-12 |
| Pos.             | Nazione             | Australia        | Dubai            | Sudafrica        | Nuova Zelanda    | Stati Uniti      | Hong Kong        | Giappone         | Scozia           | Inghilterra      | Punti Totali     |
| ---------------- | ------------------- | ---------------- | ---------------- | ---------------- | ---------------- | ---------------- | ---------------- | ---------------- | ---------------- | ---------------- | ---------------- |
| 1                | Nuova Zelanda       | 19               | 10               | 22               | 22               | 19               | 19               | 17               | 22               | 17               | 167              |
| 2                | Figi                | 22               | 17               | 12               | 19               | 17               | 22               | 13               | 17               | 22               | 161              |
| 3                | Inghilterra         | 10               | 22               | 15               | 17               | 10               | 15               | 15               | 19               | 12               | 135              |
| 4                | Samoa               | 12               | 3                | 17               | 15               | 22               | 13               | 19               | 13               | 19               | 133              |
| 5                | Sudafrica           | 17               | 12               | 19               | 13               | 15               | 17               | 12               | 10               | 10               | 125              |
| 6                | Australia           | 15               | 13               | 10               | 7                | 7                | 10               | 22               | 15               | 13               | 112              |
| 7                | Argentina           | 8                | 15               | 5                | 5                | 12               | 12               | 10               | 10               | 15               | 92               |
| 8                | Galles              | 13               | 10               | 13               | 5                | 10               | 10               | 10               | 12               | 8                | 91               |
| 9                | Francia             | 10               | 19               | 10               | 10               | 3                | 5                | 8                | 5                | 3                | 73               |
| 10               | Scozia              | 7                | 8                | 8                | 3                | 2                | 5                | 3                | 5                | 7                | 48               |
| 11               | Stati Uniti         | 5                | 7                | 5                | 1                | 5                | 7                | 7                | 2                | 2                | 41               |
| 12               | Kenya               | 1                | 2                | 2                | 8                | 13               | 8                | 2                | 3                | 1                | 40               |
| 13               | Canada              | 0                | 5                | 7                | 10               | 8                | 3                | 0                | 0                | 0                | 33               |
| 14               | Spagna              | 0                | 0                | 0                | 0                | 0                | 2                | 0                | 7                | 10               | 19               |
| 15               | Portogallo          | 0                | 5                | 1                | 0                | 0                | 1                | 5                | 1                | 5                | 18               |
| 16               | Tonga               | 5                | 0                | 0                | 12               | 0                | 0                | 0                | 0                | 0                | 17               |
| 17=              | Giappone            | 2                | 0                | 0                | 1                | 5                | 1                | 1                | 0                | 0                | 10               |
| 17=              | Russia              | 0                | 0                | 0                | 0                | 0                | 0                | 1                | 8                | 1                | 10               |
| 17=              | Zimbabwe            | 0                | 1                | 3                | 0                | 0                | 0                | 0                | 1                | 5                | 10               |
| 20               | Hong Kong           | 0                | 0                | 0                | 0                | 0                | 0                | 5                | 0                | 0                | 5                |
| 21               | Papua Nuova Guinea  | 3                | 0                | 0                | 0                | 0                | 0                | 0                | 0                | 0                | 3                |
| 22               | Isole Cook          | 0                | 0                | 0                | 2                | 0                | 0                | 0                | 0                | 0                | 2                |
| 23=              | Brasile             | 0                | 0                | 0                | 0                | 1                | 0                | 0                | 0                | 0                | 1                |
| 23=              | Marocco             | 0                | 0                | 1                | 0                | 0                | 0                | 0                | 0                | 0                | 1                |
| 23=              | Niue                | 1                | 0                | 0                | 0                | 0                | 0                | 0                | 0                | 0                | 1                |
| 23=              | Emirati Arabi Uniti | 0                | 1                | 0                | 0                | 0                | 0                | 0                | 0                | 0                | 1                |
| 23=              | Uruguay             | 0                | 0                | 0                | 0                | 1                | 0                | 0                | 0                | 0                | 1                |